# Tõru
Tõru (Duits: Torro) is een plaats in de Estlandse gemeente Saaremaa, provincie Saaremaa. De plaats heeft de status van dorp (Estisch: küla) en telde 3 inwoners in 2011. Volgens de cijfers van 2021 waren het er ‘< 4’.
Tot in december 2014 behoorde Tõru tot de gemeente Kaarma, tot in oktober 2017 tot de gemeente Lääne-Saare en sindsdien tot de fusiegemeente Saaremaa.

## Geschiedenis
Tõru werd in 1645 voor het eerst genoemd onder de Duitse naam Torro, een boerderij op het landgoed van Elme (Duits: Magnushof).
Tussen 1977 en 1997 hoorde Tõru bij het buurdorp Tõrise.